# Turdus turdoides
Tordo-montês-de-celebes (Turdus turdoides) é uma espécie de ave da família Turdidae.
É endémica da Indonésia.
Os seus habitats naturais são: regiões subtropicais ou tropicais húmidas de alta altitude.